# Drastique
Drastique (tidligere kendt som Drastic) er en avant-garde gothic metal band fra Italien med indflydelse fra progressiv metal og symfonisk black metal.
| Musikgruppe | Spire Denne artikel om en musikgruppe er en spire som bør udbygges. Du er velkommen til at hjælpe Wikipedia ved at udvide den. |